# Leptostylis gorbunovi
Leptostylis gorbunovi is een zeekommasoort uit de familie van de Diastylidae. De wetenschappelijke naam van de soort is voor het eerst geldig gepubliceerd in 1946 door Zimmer.